# Esteban Ruiz de Quesada
Esteban Ruíz de Quesada, fue un noble hidalgo y capitán militar. Este eximio galdense nació el 12 de marzo de 1698. Es conocido en la región por ser el promotor y fundador de la Iglesia Matriz que hoy en día se encuentra en el casco histórico de Gáldar, la iglesia Matriz de Santiago de Los Caballeros.

## Biografía
La muy temprana e inesperada muerte del padre determina que Esteban Ruíz, se inicie en los rigores y avatares del trabajo a fin de aliviar con sus hermanos varones la crítica situación familiar. A medida del paso de los años, fue consolidando un envidiable bienestar.
Con la edad de treinta y cuatro años, Esteban Ruíz se graduó de Alférez de la llamada Milicia local y se ganó un notable prestigio en toda la municipalidad, cuando contrajo su primer matrimonio con Ana Verde de Aguilar y Quintana. Como fruto de ese matrimonio, tuvo cuatro hijos: María del Patrocinio, Juan, Antonio y José. En enero de 1750, muere a causa de enfermedad Verde de Aguilar, siendo enterrada en la capilla que de la advocación de Santa Ana edificaron en la iglesia de Santiago Apóstol Maciot Perdomo de Betancor y su mujer Luisa de Betancor, Tenesoya aborigen.
En noviembre de 1752, Ruíz de Quesada volvería a casarse con Francisca Isabel de Quintana Aguilar. No hubo descendencia en este segundo matrimonio. Esteban Ruíz y Francisca Isabel instituyeron una Capellanía de misas rezadas en varios altares.
Con setenta años cumplidos y viudo de su segunda esposa, el Capitán Quesada contrae un tercer matrimonio con Catalina Josefa de Victoria Medina, natural de Santa María de Guía. Como frutos de esta tercera relación nacieron Esteban José, Estebana Antonia Ana y Cayetano Ignacio.
Ruíz de Quesada fallecía el 8 de julio de 1771. Actualmente sus restos mortales se encuentran en las dependencias del Museo de Arte Sacro de la Iglesia Matriz de Santiago de Los Caballeros.